# Straßenbahn Hongkong

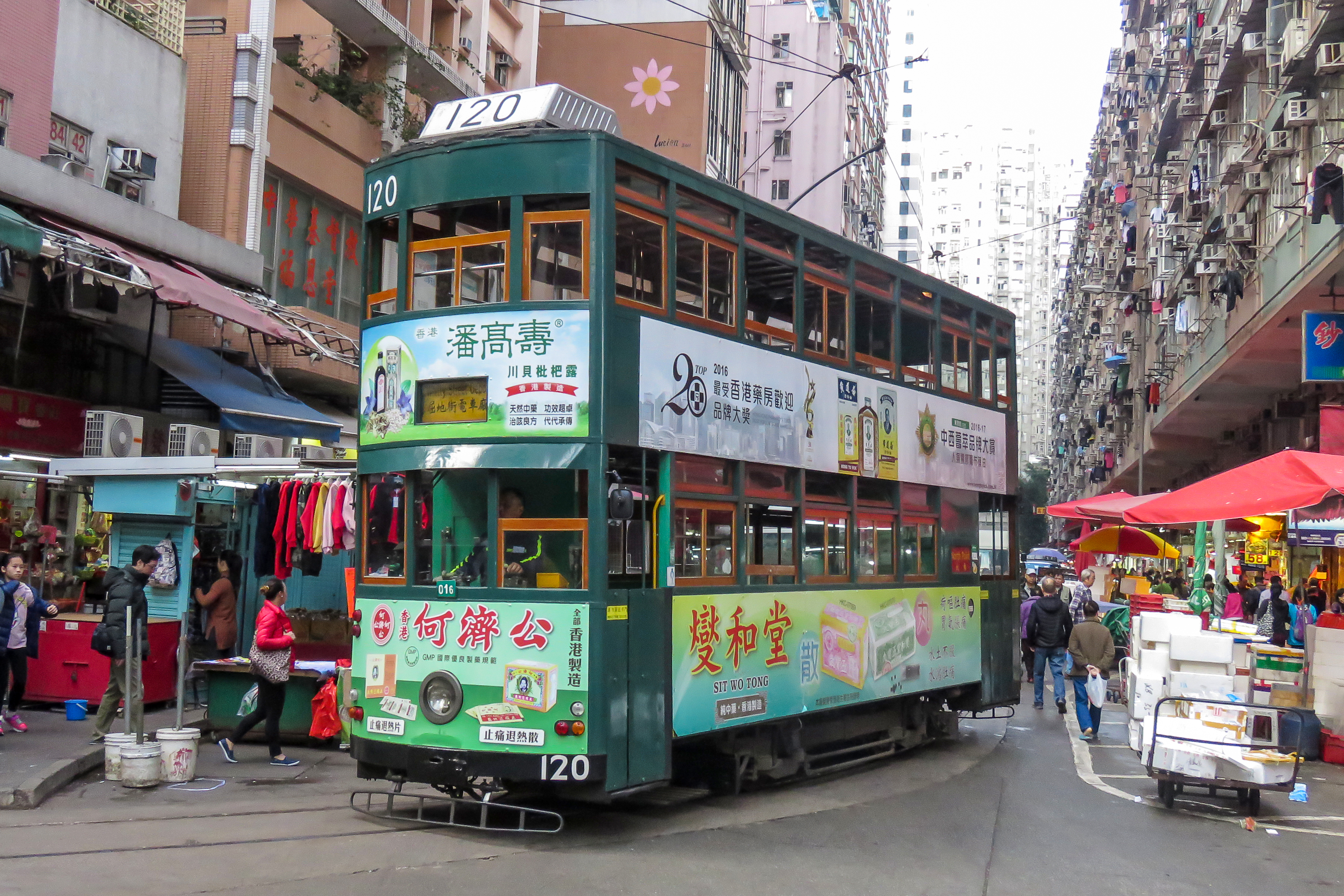
Doppeldecker Nr. 120 der Hong Kong Tramway

Die Straßenbahn Hongkong (chinesisch 香港電車 / 香港电车, Pinyin Xiānggǎng Diànchē, Jyutping Hoeng1gong2 Din6ce1), umgangssprachlich auch „Ding Ding“ (叮叮) genannt, ist eine seit 1904 bestehende Straßenbahn an der Nordküste der Insel Hong Kong. Die ausschließlich doppelstöckigen Wagen nach britischem Vorbild sind eine Touristenattraktion.

## Geschichte

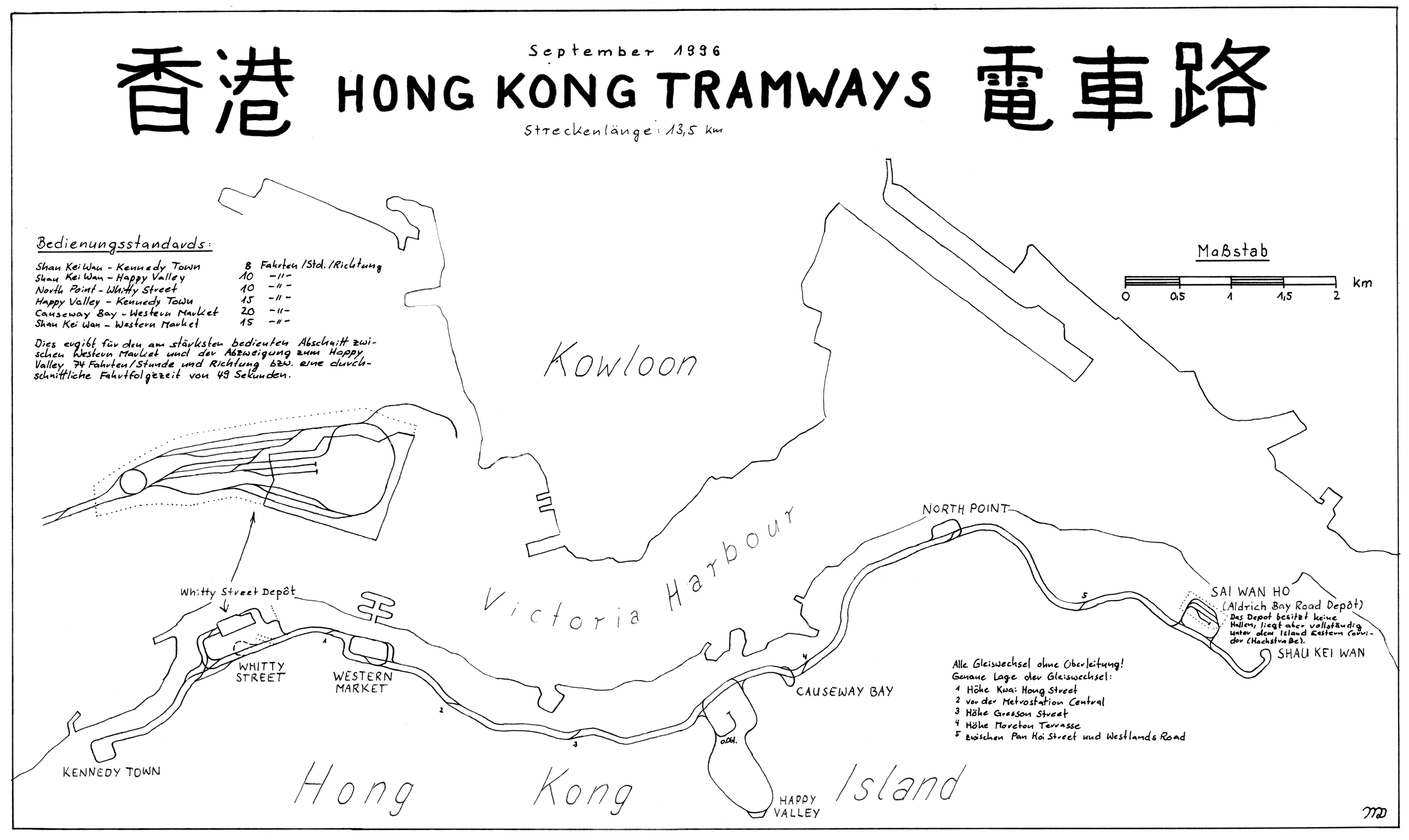
Gleisplan der Straßenbahn, 1996

Der Bau einer elektrischen Straßenbahn wurde bereits 1881 vorgeschlagen; allerdings war damals niemand bereit, in ein derart unausgereiftes System zu investieren. 1902 wurden mit einem Straßenbahngesetz (Tramway Bill) die rechtlichen Grundlagen geschaffen. Die Hong Kong Tramway Electric Company Limited, eine britische Gesellschaft, erhielt eine Konzession für den Bau und den Betrieb der Straßenbahn. Die Gesellschaft wurde bald darauf von der Electric Traction Company of Hong Kong Limited übernommen und kam 1910 zur Hong Kong Tramways Company Limited. 1922 wurde eine neue Gesellschaft, die Hong Kong Tramways Limited, gegründet, um den Straßenbahnbetrieb zu übernehmen. Von 1974 bis 2010 gehörte die Straßenbahn dem Unternehmen Wharf Transport Investments Ltd, einer Tochtergesellschaft der Wharf Holding, danach der Veolia Transport China Limited (VTCL).
Die Bauarbeiten begannen im Mai 1903. Nach einer Erprobungsphase wurde die Strecke zwischen der Arsenal Street in Causeway Bay und Shau Kei Wan am 30. Juli 1904 eröffnet. Seit 1912 verkehren Doppelstockwagen. Eine Zweigstrecke führt seit 1914 nach Happy Valley. Kurz darauf wurde die Strecke westwärts nach Kennedy Town verlängert. Ursprünglich gab es zahlreiche eingleisige Streckenabschnitte, die jedoch bis August 1949 nach und nach auf zwei Gleise ausgebaut wurden. Die Linie rund um den Happy Valley Racecourse verbleibt eingleisig und wird nur im Uhrzeigersinn bedient.

## Betrieb

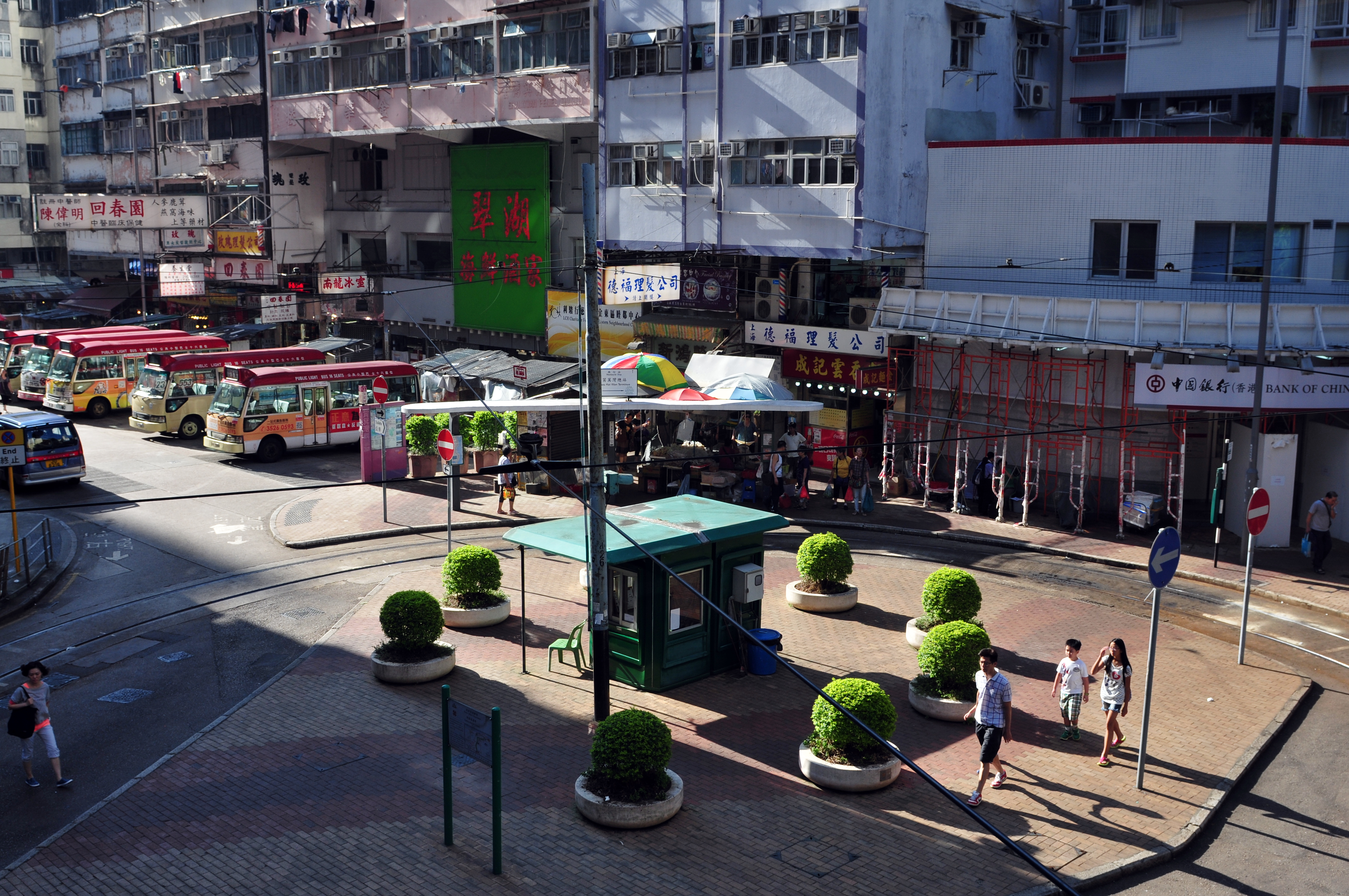
Wendeschleife Shau Kei Wan im Osten der Strecke

Das Straßenbahnnetz mit 1067 Millimetern (dreieinhalb Fuß) Spurweite ist 13 Kilometer lang und straßenbündig trassiert. Als Stromsystem wird 550 Volt Gleichspannung verwendet. Die Straßenbahnen verkehren lediglich auf der Nordseite von Hong Kong Island. Die drei Kilometer lange, schleifenförmige Zweigstrecke zur Pferderennbahn Happy Valley ist einspurig und wird nur im Uhrzeigersinn befahren. Es gibt ausgehend von den Haltestellen Kennedy Town, Whitty Street, Western Market, Causeway Bay, North Point, Shau Kei Wan und Happy Valley sechs Linien, die sich überschneiden:
- Shau Kei Wan ↔ Western Market
- Shau Kei Wan ↔ Happy Valley
- North Point ↔ Whitty Street
- Happy Valley ↔ Kennedy Town
- Causeway Bay ↔ Whitty Street
- Shau Kei Wan ↔ Kennedy Town

Wie die Omnibusse sind auch die Straßenbahnen von Hongkong häufig überfüllt. Jeder Wagen kann 115 Personen befördern. Während der Hauptverkehrszeit stauen sich oft mehrere Wagen hintereinander. 2002 wurden durchschnittlich 240.000 Fahrgäste am Tag gezählt.
Die Haltestellen sind durchschnittlich 250 Meter voneinander entfernt. Die meisten befinden sich mitten auf der Straße, der Zugang erfolgt durch Zebrastreifen oder Fußgängerüberführungen.
Die Straßenbahnen verkehren zwischen 5:10 Uhr und 1:00 Uhr. Während der Hauptverkehrszeit beträgt das Intervall zwischen zwei Wagen ungefähr 90 Sekunden, die Höchstgeschwindigkeit beträgt 40 km/h.

## Fahrzeuge

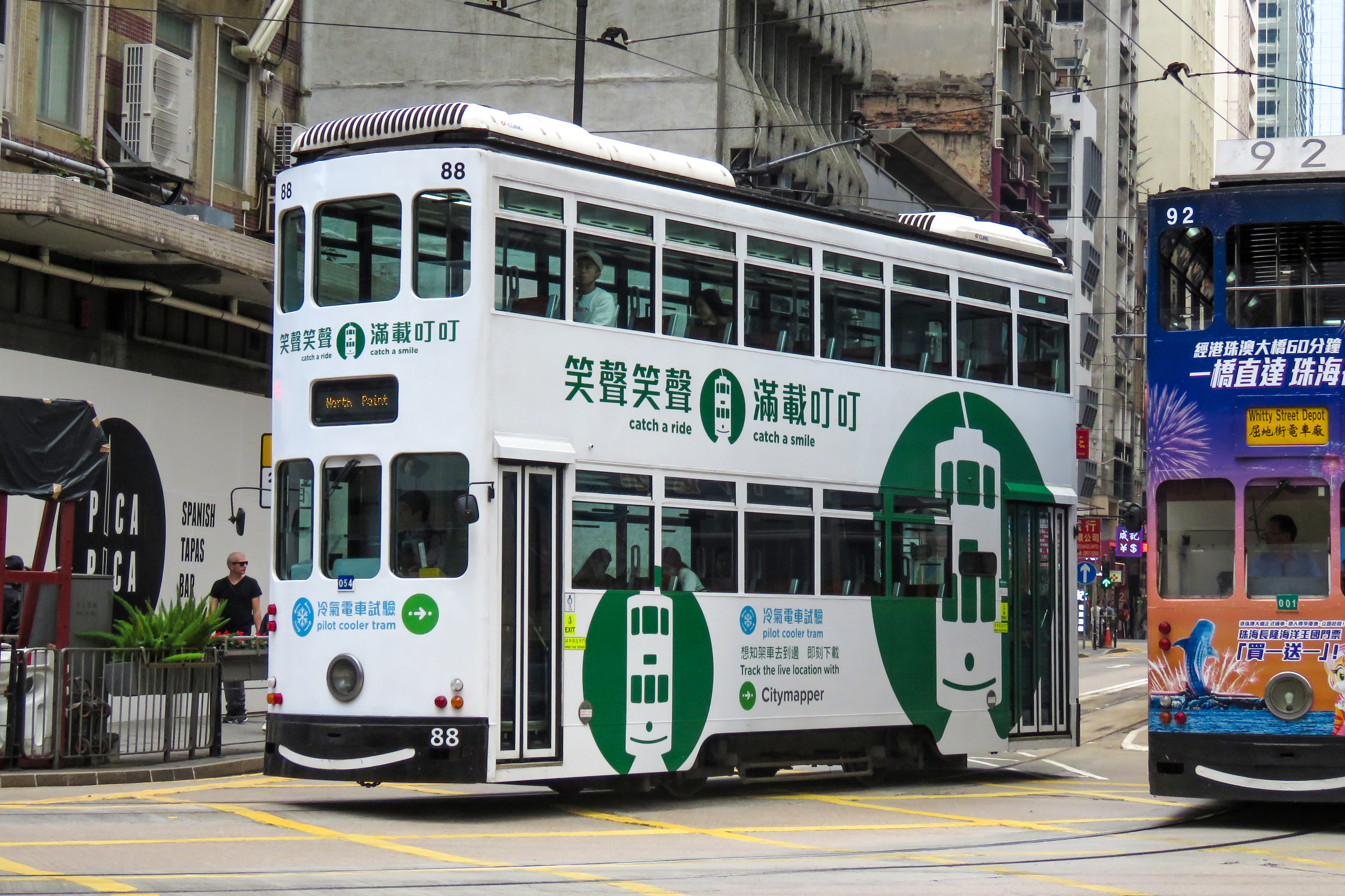
Wagen Nummer 88 in Sheung Wan

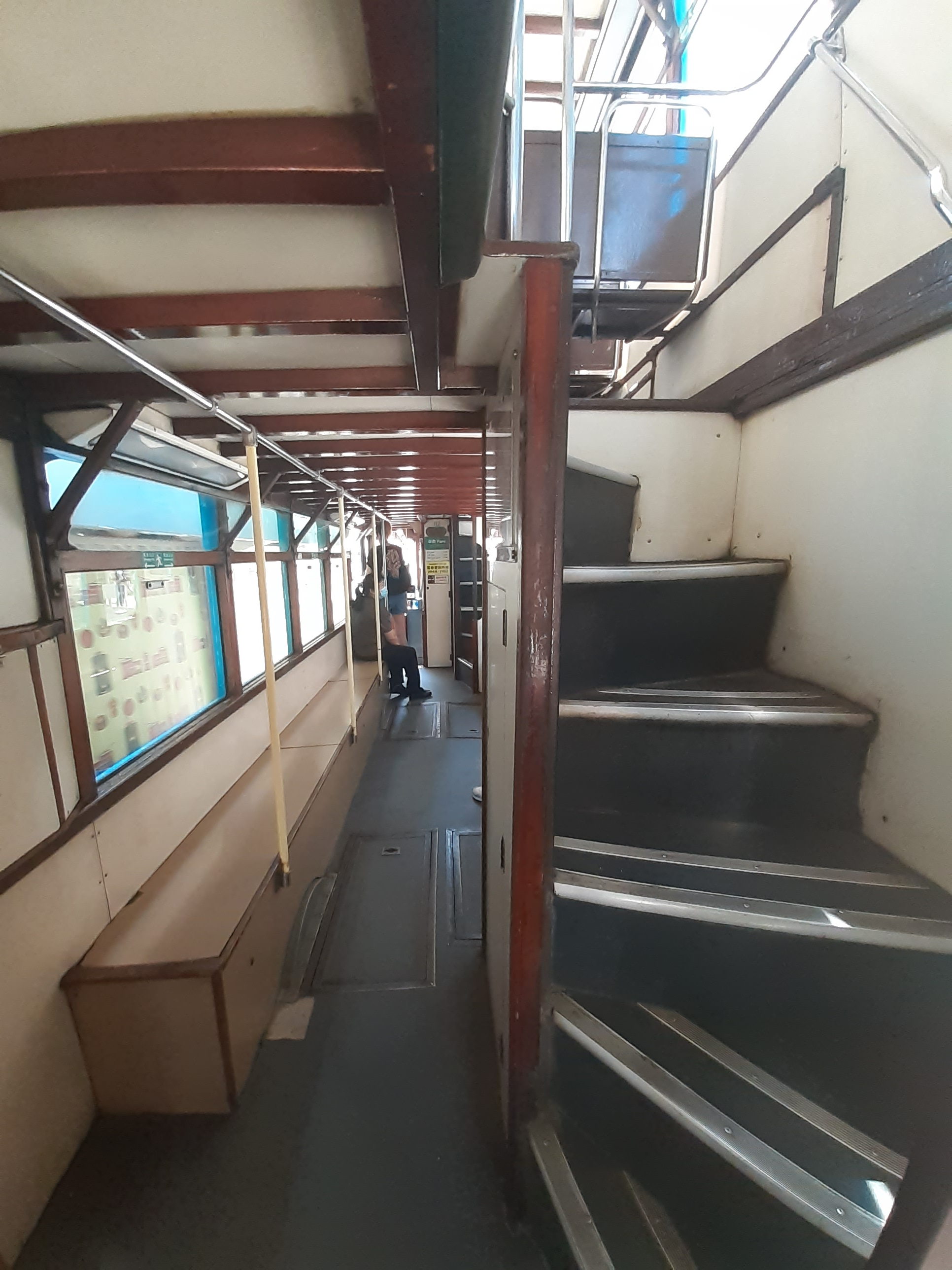
Treppenaufgang

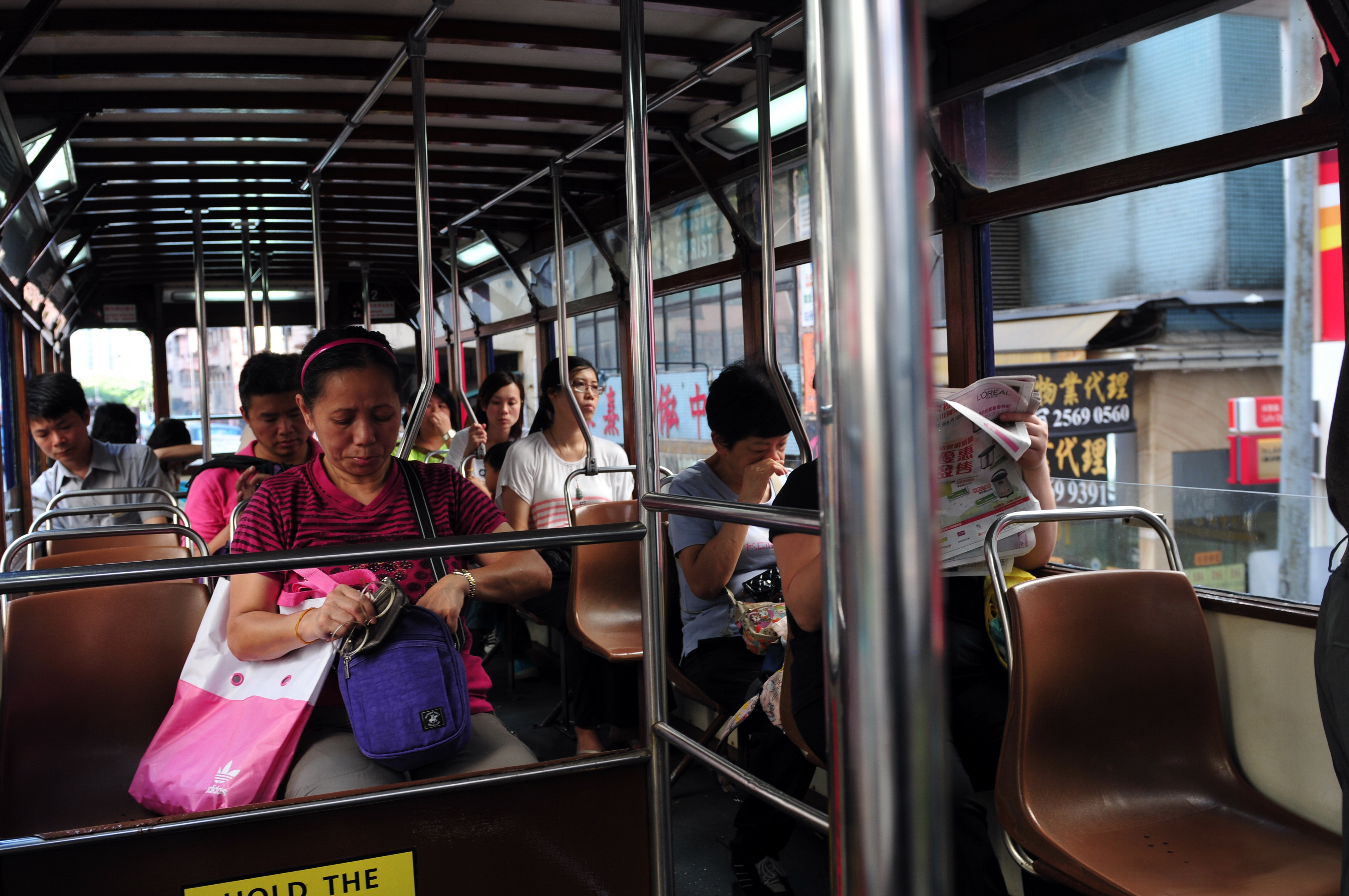
Oberdeck eines Doppelstockwagens

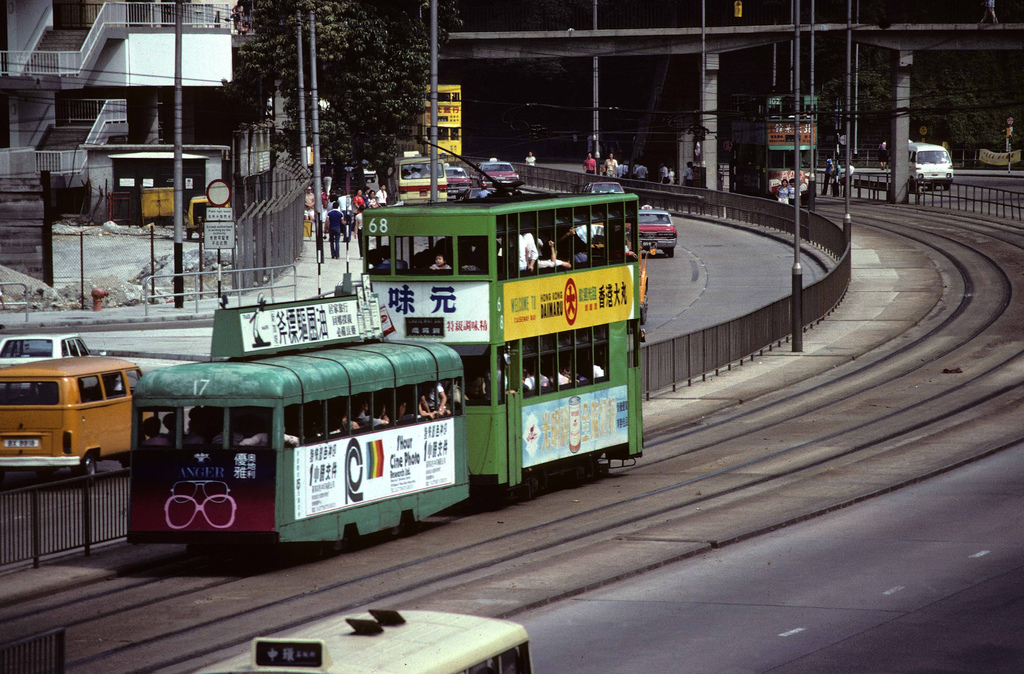
Nicht mehr in Betrieb sind die einstöckigen Beiwagen, hier im Jahr 1970

Die Hong Kong Tramways Limited besitzt insgesamt 163 doppelstöckige Straßenbahnwagen. Vier davon (Nr. 18, Nr. 28, Nr. 68 und Nr. 128) besitzen ein offenes Oberdeck; diese werden für Stadtrundfahrten und private Anlässe verwendet. Darüber hinaus gibt es einen Arbeitswagen (Nr. 200). Die meisten der heute verwendeten Wagen wurden Ende der 1980er- bzw. Anfang der 1990er Jahre gebaut. Seit 2000 werden sie nach und nach modernisiert und sicherheitstechnisch auf den neuesten Stand gebracht.
Ebenfalls im Jahr 2000 wurden drei neue Fahrzeuge mit den Nummern 168–170 in Betrieb genommen, sie heißen daher Millennium Trams. In naher Zukunft sollen die Straßenbahnwagen eine Klimaanlage erhalten, zu diesem Zweck wurde Wagen 171 als Prototyp gebaut.
Bei ihrer Eröffnung besaß die Straßenbahn 26 einstöckige, aus Großbritannien importierte Wagen. Sie waren 8,84 Meter (29 Fuß) lang und 1,85 Meter (sechs Fuß) breit. Sie wurden allerdings ab 1912 rasch zu doppelstöckigen Wagen mit offenem Oberdeck umgebaut. Die Einführung von festen Dächern auf allen Wagen erfolgte 1923, was den Komfort erheblich verbesserte. Ab 1964 kamen Beiwagen zum Einsatz, die allerdings alle nur einstöckig waren und Passagiere der ersten Wagenklasse beförderten. Diese verschwanden bis 1982 wieder aus dem Straßenbild.

## Fahrpreise
Die Straßenbahn ist nicht nur eines der ältesten Verkehrsmittel der Stadt, sondern auch das günstigste. Die Fahrpreise betragen 3,00 Hongkong-Dollar für Erwachsene sowie 1,50 Dollar für Kinder und 1,30 Dollar für Senioren ab 65 Jahren. (Stand: Januar 2024) Der Fahrpreis wird unabhängig von der Fahrstrecke pauschal erhoben, es wird beim Aussteigen bezahlt. Eine Fahrkartenkontrolle ist damit überflüssig. Fahrgäste werfen das Geld in eine Zahlbox neben dem Fahrer ein, es wird kein Wechselgeld herausgegeben. Neben Bargeld kann kontaktlos per Kreditkarte, Smartphone oder mit der lokalen kontaktlosen wiederaufladbaren Bezahlkarte Octopus-Karte oder „Joy-You-Karte“ (englisch Joy You Card) bezahlt werden. Die Fahrpreise hängen vorne im Wagen neben dem Bezahlfeld aus.

## Depot
Das Whitty Street Depot in Shek Tong Tsui ist das Hauptdepot für den laufenden Betrieb. Es diente zuvor als Endstation. Als das Sharp Street East Depot geschlossen wurde, wurde das Gelände um 1,28 Hektar erweitert. Es verfügt über eine zweistöckige Werkstatt, die in den 1980er Jahren für den Wiederaufbau verantwortlich war.
Das Sai Wan Ho Depot befindet sich auf einem 0,7 Hektar großen Grundstück, das von der Regierung von Hongkong für ein erneuerbares Mietverhältnis von 5 Jahren angemietet wurde. Es liegt unter dem Inselkorridor in der Nähe der Shau Kei Wan Road und der Hoi Foo Street. Es kann 56 Straßenbahnwagen aufnehmen.
Ein einziges, umfassendes Depot in der Russell Street in Causeway Bay war in den Anfängen das einzige Depot des Systems. Es konnte die gesamte Straßenbahnflotte (ca. 120 Straßenbahnwagen) aufnehmen. Bis 1932 war das Russell Street Depot (auch als Causeway Bay Depot bekannt) aufgrund eines Anstiegs der Anzahl der Straßenbahnen überfüllt, was HKT dazu veranlasste, das North Point Depot an der King’s Road zu errichten, wo 30 Straßenbahnwagen abgestellt werden können. Das Russell Street Depot wurde später erweitert und in Sharp Street East Depot umbenannt. North Point Depot wurde 1951 geschlossen; an seinem früheren Standort befindet sich heute der Healthy Gardens-Komplex. Im Juli 1986 genehmigte der Exekutivrat den HKT-Plan zur Einrichtung neuer Depots in Shek Tong Shui und Sai Wan Ho. HKT behauptete, dass Betriebskosten in Höhe von 3,5 Mio. USD eingespart würden. HKT versprach, dass die Tarife bis Ende 1988 unverändert bleiben würden. Das Sharp Street East Depot wurde 1988 stillgelegt und 1989 geschlossen. Auf dem Gelände befindet sich heute der Times Square.

## Zeittafel
- 1881: Erstmals wird eine Straßenbahn in Hongkong vorgeschlagen
- 1901: Der Vorschlag wird von der Regierung Hongkongs angenommen
- 1902: Die Hong Kong Tramway Electric Company Ltd. wird gegründet, am Ende des Jahres wird sie in Electric Tranction Company of Hong Kong Ltd. umbenannt.
- 1903: Baubeginn
- 1904: Eröffnung der Strecke am 30. Juli
- 1910: Erneuter Namenswechsel, die Gesellschaft heißt nun The Hongkong Tramways Ltd.
- 1912: Einführung von doppelstöckigen Straßenbahnwagen
- 1914: Eröffnung der Zweigstrecke nach Happy Valley
- 1932: Eröffnung des Depots North Point
- 1949: Eliminierung des letzten einspurigen Streckenabschnitts
- 1954: Das Depot North Point wird geschlossen, stattdessen wird das Depot Russell Street erweitert und in Sharp Street Depot umbenannt
- 1964: Versuchsweise Einführung von Beiwagen
- 1967: Entwurf eines neuen Straßenbahnwagens wird vorgestellt
- 1974: Übernahme der Hongkong Tramways Ltd. durch die Wharf Holding
- 1986: Beginn der Erneuerung des Fuhrparks
- 1989: Das Depot Sharp Street wird geschlossen und durch die Depots Sai Wan Ho und Whitty Street ersetzt.
- 2000: Einführung der Millennium-Trams
- 2001: Einführung des elektronischen Smartcard-Zahlungssystems Octopus für Straßenbahnen.
- 2004: HKT feiert 100-jähriges Bestehen.
- 2007: Routenkarten werden an jeder Straßenbahnhaltestelle neu installiert. Neue Straßenbahn-Fahrpaneele am 7. November eingeführt.
- 2008: Installation der Klimaanlage im antiken Straßenbahnwagen Nr. 128.
- 2009: 50 % der Anteile und Betriebsrechte von Veolia Transport RATP Asia (jetzt RATP Dev Transdev Asia), gefolgt von der vollständigen Eigentümerschaft im Jahr 2010.
- 2011: HKT bringt am 28. November 2011 die Straßenbahn der siebten Generation auf den Markt. Sie kombiniert modernes Innendesign mit einer traditionellen Straßenbahnkarosserie.
- 2014: HKT feiert 110-jähriges Bestehen.
- 2015: Nach der Eröffnung der West Island Line der MTR sinken die täglichen Straßenbahnfahrten um 10 % auf 180.000.
- 2016: HKT übermittelt Citymapper in Echtzeit geschätzte Ankunftszeitdaten und ist damit der erste Transportunternehmer in Hongkong, der dies tut.
- 2017: Rebranding mit neuem Logo, neuer Lackierung und neuer Karte

## Zukunft
Im Jahr 2010 beauftragte HKT eine Beratungsfirma mit einer Machbarkeitsprüfung für den Bau eines 12 Kilometer langen modernen Straßenbahnsystems auf dem Gelände des ehemaligen Flughafens Kai Tak. Es handelte sich um einen Alternativvorschlag zu einem von der Hongkonger Regierung vorgeschlagenen Einschienenbahnsystem. Am 29. April 2013 wurde dem Entwicklungsbüro ein Vorschlag vorgelegt. HKT wies darauf hin, dass die Kosten für den Bau des vorgeschlagenen Straßenbahnsystems 2,8 Milliarden US-Dollar betragen, was weniger als die 12 Milliarden US-Dollar sind, die für ein Einschienenbahnsystem benötigt werden. Mögliche Erweiterungen benachbarter Orte wie To Kwa Wan, Kowloon City und Kwun Tong wurden vorgeschlagen. Bruno Charrade, Geschäftsführer von HKT, sagte, dass die Straßenbahnwagen des neuen Systems je nach Ermessen der Regierung so gestaltet werden könnten, dass sie ihren Kollegen auf Hongkong Island ähneln oder ein völlig neues Design haben.

### Aufgegebene Pläne
In den 1910er Jahren schlugen Hong Kong Tramways das Kowloon Tramways Project vor. Die Fertigstellung der KCR Railway veranlasste die Regierung von Hongkong jedoch, ein Veto gegen den Plan einzulegen.
1970 wurde Chai Wan auf der Ostseite der Insel Hongkong zu einem Wohn- und Industriegebiet ausgebaut, was die Verkehrsnachfrage nach Central stark erhöhte. Die Verlängerung der Straßenbahnlinie von Shau Kei Wan nach Chai Wan wurde erwogen, aber letztendlich abgelehnt. Dies war auf die geringe Kosteneffizienz zurückzuführen, die mit der Notwendigkeit verbunden war, durch die Hügel zwischen Shau Kei Wan und Chai Wan zu tunneln, um eine ebene Strecke aufrechtzuerhalten. Stattdessen wurde die Insellinie der MTR gebaut und ihre erste Phase zwischen Chai Wan und Admiralität am 31. Mai 1985 eröffnet.
Während der Entwicklung der Neustadt Tuen Mun in den 1970er Jahren reservierte die Regierung Platz für den Bau eines Schienenverkehrssystems. 1982 lud die Regierung HKT ein, ein Straßenbahnsystem in der Region zu bauen und zu betreiben. HKT bekundete zunächst Interesse am Bau der Eisenbahn und beabsichtigte, diese mit Doppeldecker-Straßenbahnen zu betreiben, zog sich jedoch später zurück. Die Regierung forderte daraufhin die Kowloon-Canton Railway Corporation auf, ein Stadtbahnsystem zu bauen und zu betreiben. Dieses System, das heute als Stadtbahn bekannt ist, wurde am 18. September 1988 der Öffentlichkeit zugänglich gemacht.